# Hans Stähli
Hans Stähli (* 31. März 1889 in Schwanden, Gemeinde Schüpfen; † 3. September 1963 in Frutigen; heimatberechtigt in Schüpfen) war ein Schweizer Agronom und Politiker (BGB).
Von 1904 bis 1906 besuchte Stähli die Landwirtschaftliche Schule Cernier und von 1907 bis 1908 die die Landwirtschaftliche Schule Rütti. Von 1908 bis 1911 absolvierte er ein Agronomie-Studium an der ETH Zürich.
Stähli war von 1919 bis 1955 Nationalrat und von 1930 bis 1939 Fraktionschef der Bauern-, Gewerbe- und Bürgerpartei. Von 1931 bis 1949 war er zudem Regierungsrat des Kantons Bern.
Bei der BLS AG war Stähli ab 1928 Direktionsmitglied, ab 1950 Direktionspräsident und ab 1951 Verwaltungsrats-Vizepräsident. Beim Schweizerischen Bauernverband (SBV) war er von 1929 bis 1930 und von 1961 bis 1963 Vorstandsmitglied, sowie von 1930 bis 1961 Mitglied des Leitenden Ausschusses. Von 1930 bis 1934 und von 1942 bis 1962 war er in Leitender Funktion bei der Ökonomischen und gemeinnützigen Gesellschaft des Kantons Bern (OGG) tätig. Von 1947 bis 1963 war er Verwaltungsratspräsident der Zuckerfabrik und Raffinerie Aarberg und von 1959 bis 1963 Verwaltungsratspräsident der Zuckerfabrik Frauenfeld. Von 1949 bis 1958 war er Bankratspräsident der Berner Kantonalbank. Ab 1956 war er erster Präsident der Schweizerischen Vereinigung für die Zuckerwirtschaft. 

## Veröffentlichungen
- Der Ackerbau im Kanton Bern : unsere Scholle in Vergangenheit und Gegenwart. Bern 1944.